# Krasounas
Krasounas (griechisch Κρασούνας (m. sg.), abgeleitet vom griechischen Wort Krasi für Wein) ist ein Dorf in der kretischen Gemeinde Mylopotamos am Nordhang des Psiloritis.
Krasounas liegt auf 240 m Höhe in einer landwirtschaftlich geprägten Hügellandschaft mit zahlreichen Oliven- und Weingärten.
Als erhaltene „Traditionelle Siedlung“ (Παραδοσιακός οικισμός) mit einigen venezianischen Bauelementen steht der Ort seit 1978 unter Schutz.